# Paris dom
För enskilda tavlor, se alfabetisk lista nedan.
Paris dom är en episod i den grekiska mytologin, som var en av händelserna som ledde fram till det trojanska kriget. 
Enligt myten var alla Olympens gudar inbjudna till bröllopet mellan Peleus och Thetis förutom Eris, osämjans gudinna. Som hämnd kastade hon in ett gyllene äpple med inskriften "Till den vackraste". Detta ledde till gräl mellan Hera, Athena och Afrodite som inte kunde komma överens om vem äpplet skulle tillfalla. Det bestämdes att herden Paris skulle få avgöra vem av gudinnorna som var vackrast. Egentligen var Paris son till kung Priamos av Troja, men då det förutspåtts att han skulle orsaka Trojas undergång hade fadern låtit sätta ut det nyfödda barnet i bergen där han fostrats av en herde. De tre gudinnorna försökte muta Paris med olika gåvor: Hera med makt och rikedom, Athena med visdom och Afrodite med en kvinna lika vacker som hon själv. Paris utropade då Afrodite som segrare och med gudinnans hjälp enleverade han kung Menelaos gemål Helena från Sparta och vållade därmed det trojanska kriget. 

## Paris dom i konsten
Paris dom är ett vanligt motiv i konsten. Paris skildras vanligen med det gyllene äpplet, de tre gudinnorna med sina attribut och vid Afrodites sida Amor. Även Hermes, gudarnas budbärare som känns igen på sin bevingade hatt, ingår ofta i bildkompositionen.  

### Alfabetisk lista efter konstnärens namn
- Paris dom (Cranach) – en serie oljemålningar av den tyske renässanskonstnären Lucas Cranach den äldre.
- Paris dom (Rubens) – en serie oljemålningar av den flamländske barockkonstnären Peter Paul Rubens.

### Kronologiskt bildgalleri

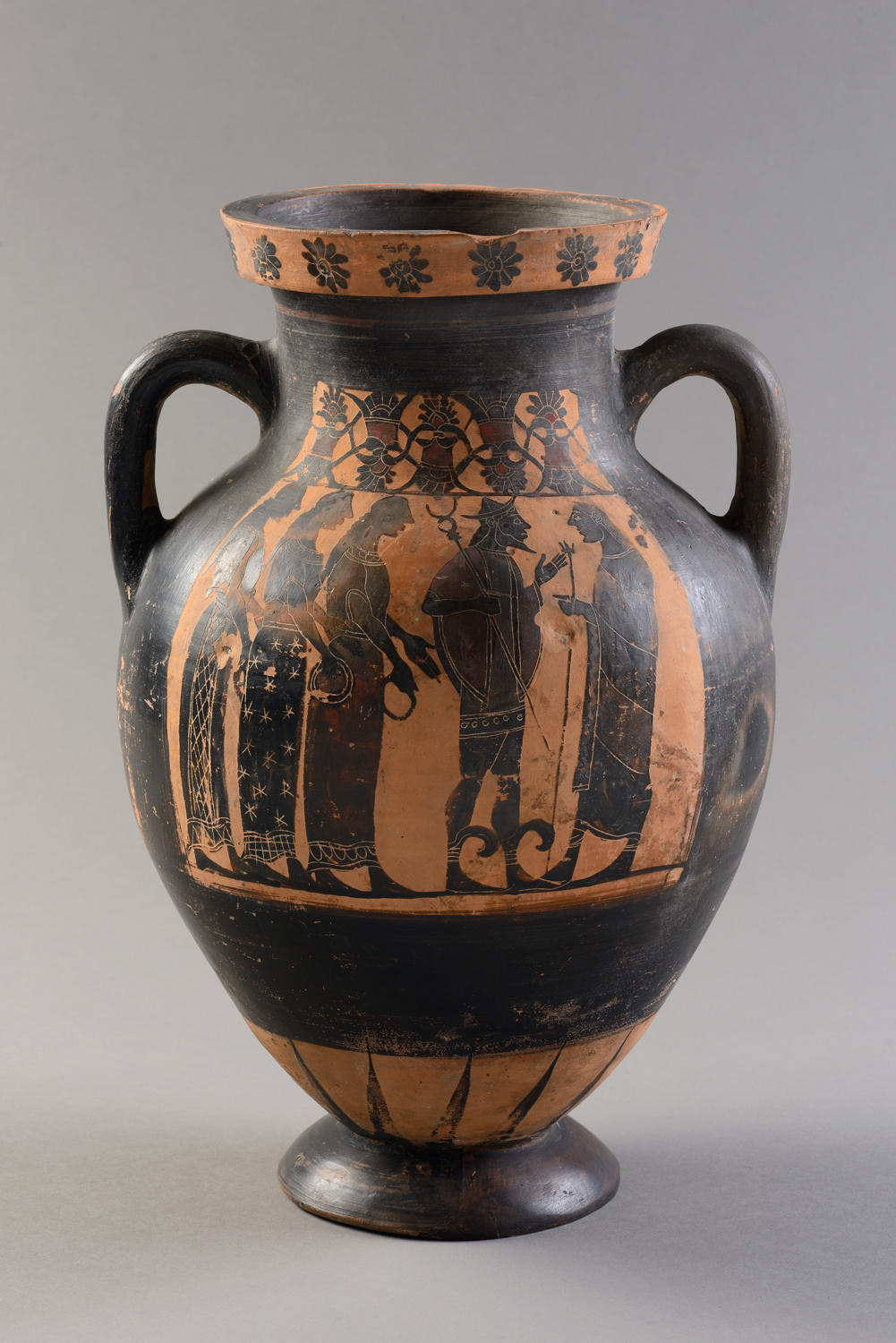
Svartfigurig grekisk amfora från 575–550 f.Kr., Musée des Beaux-Arts de Lyon.
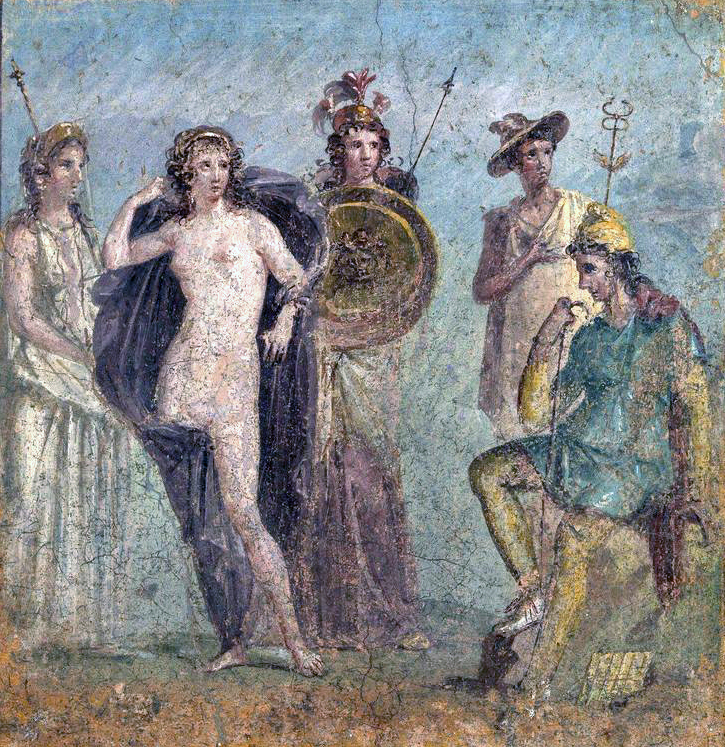
Väggfresk från Pompeji (cirka 45–79), Museo Archeologico Nazionale di Napoli.
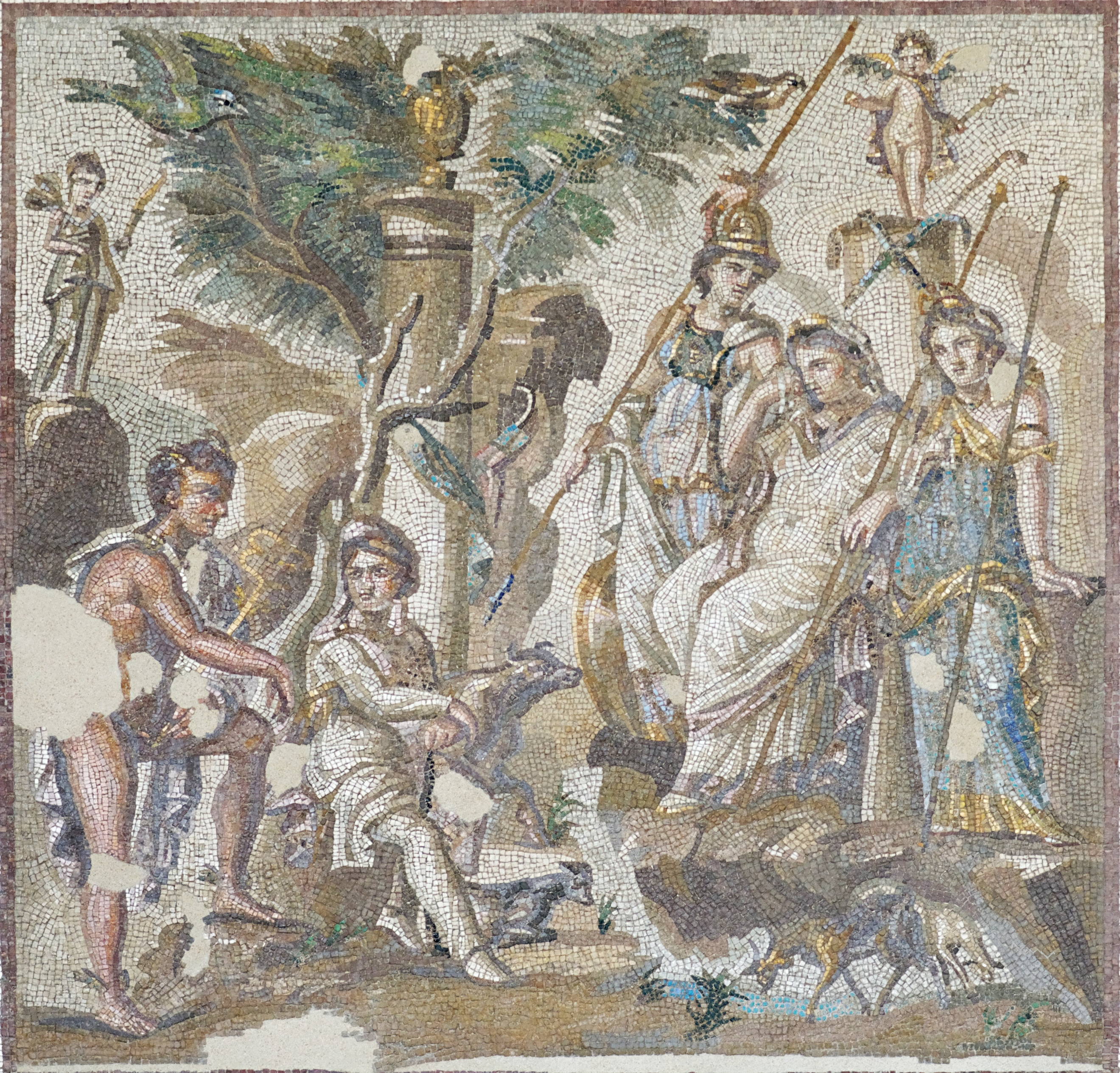
Mosaik från Antiokia (115–150), Louvren.
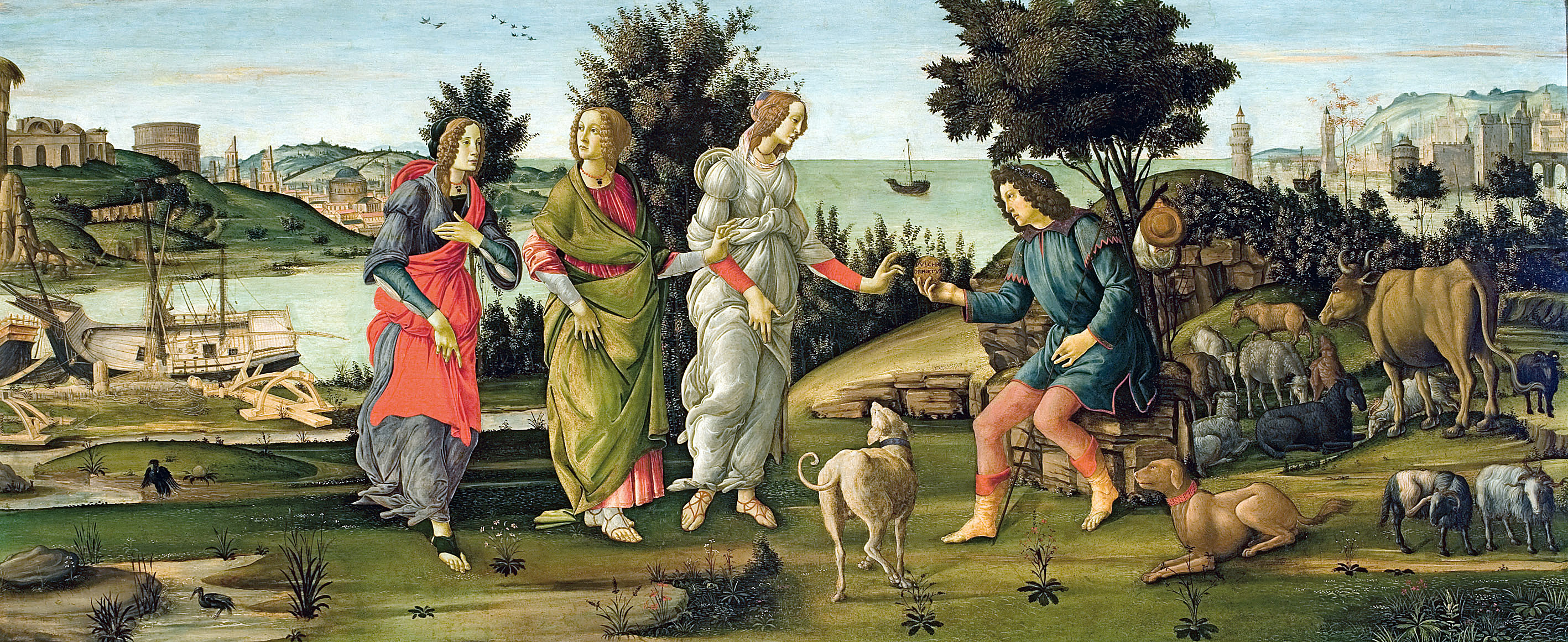
Sandro Botticelli (1483–1485).
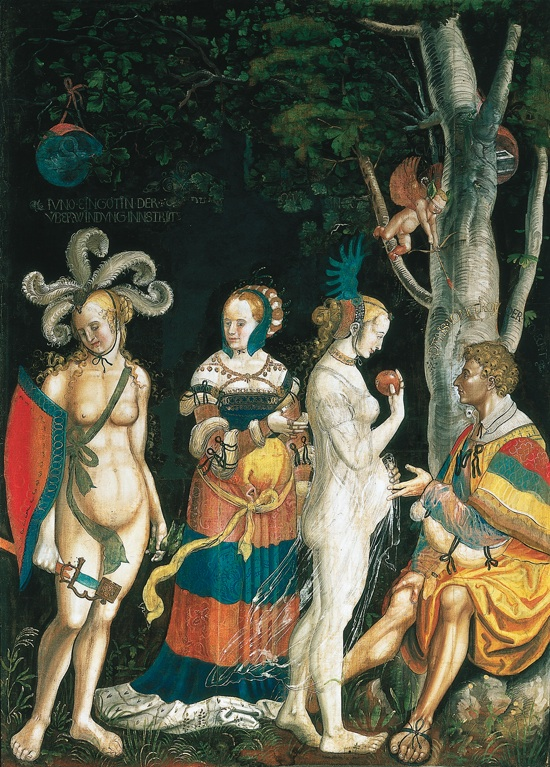
Nikolaus Manuel (cirka 1516–1528), Kunstmuseum Basel.
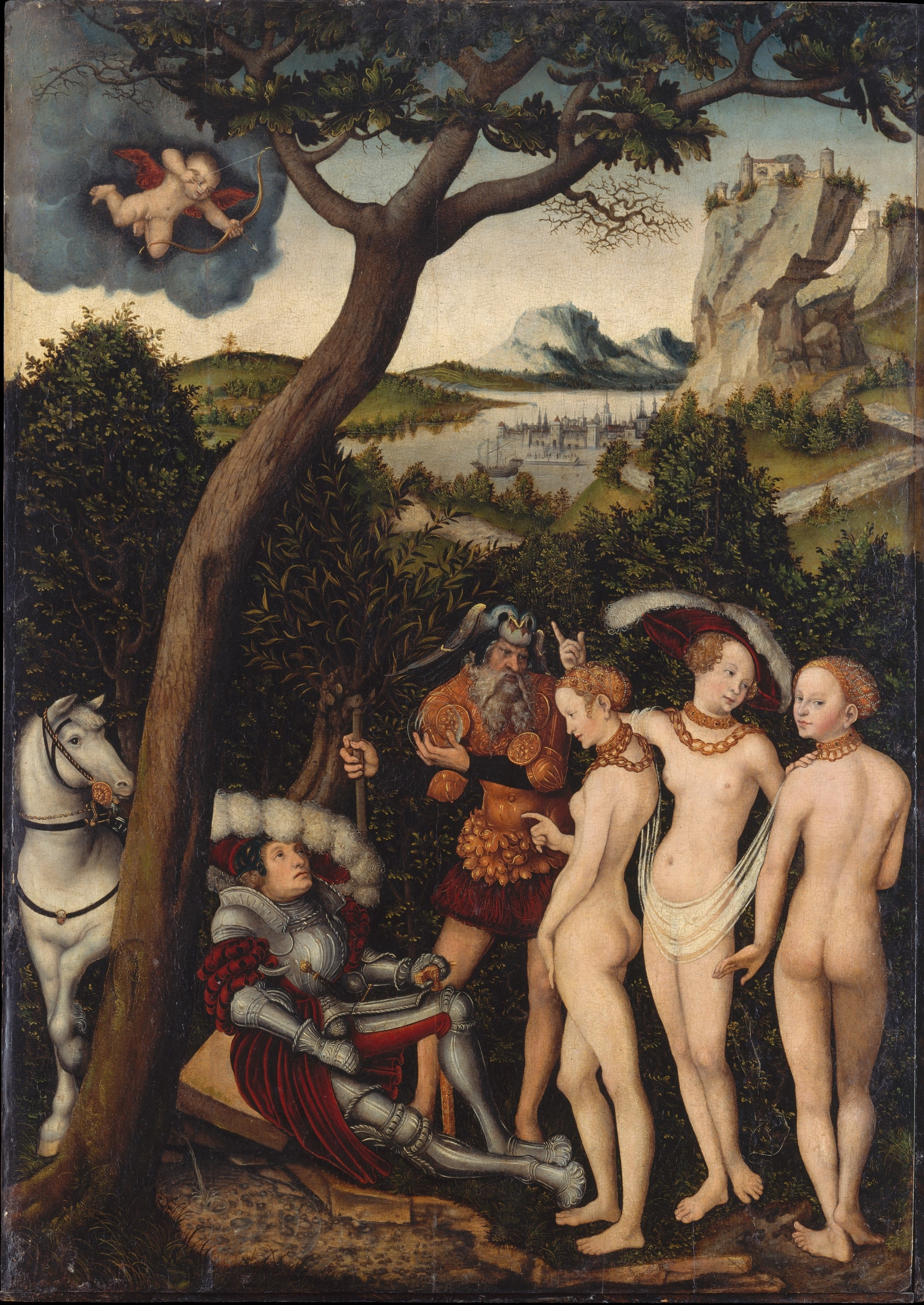
Paris dom av Lucas Cranach d.ä. (cirka 1528), Metropolitan Museum of Art.
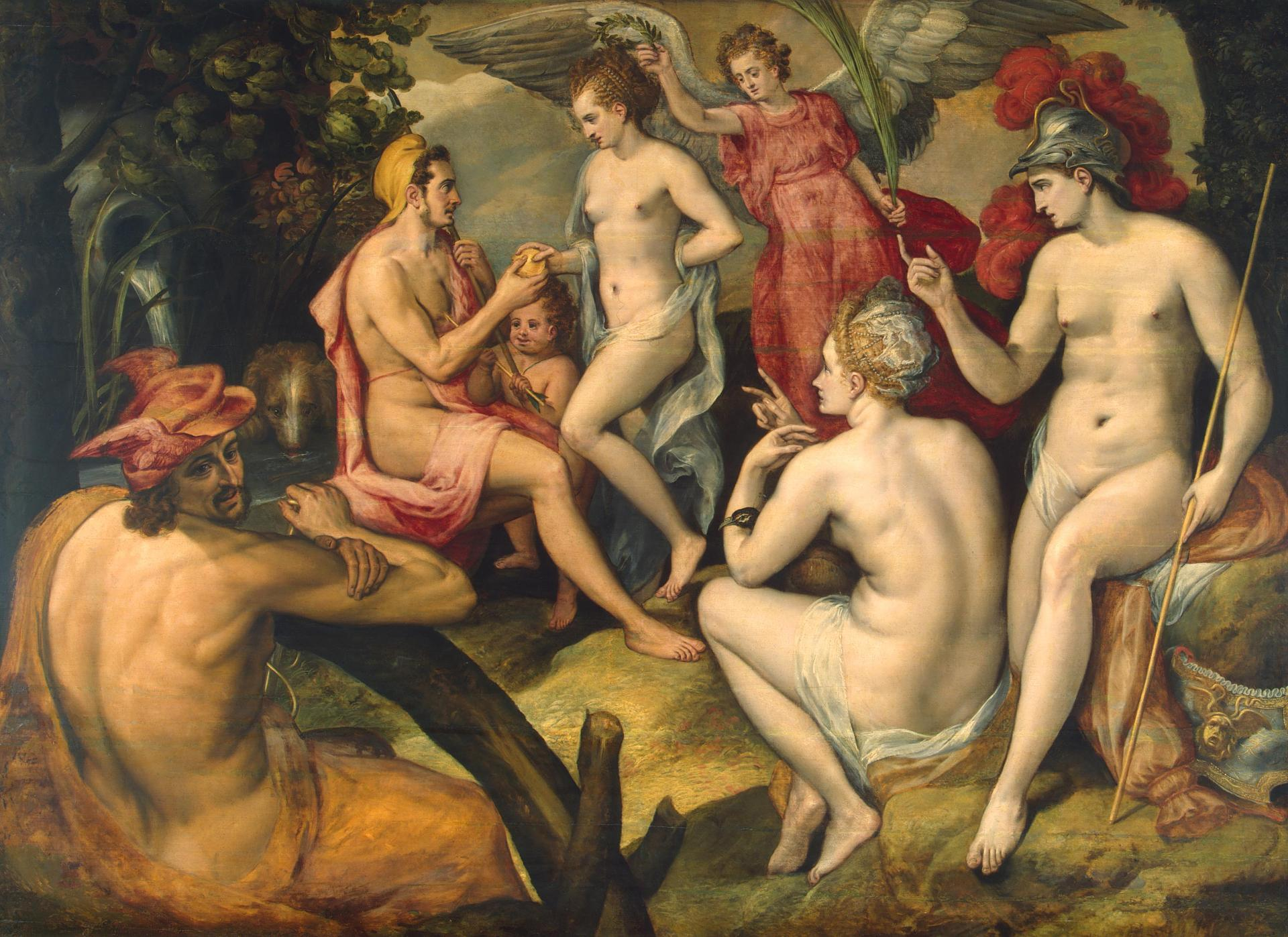
Frans Floris (1550-talet), Eremitaget.
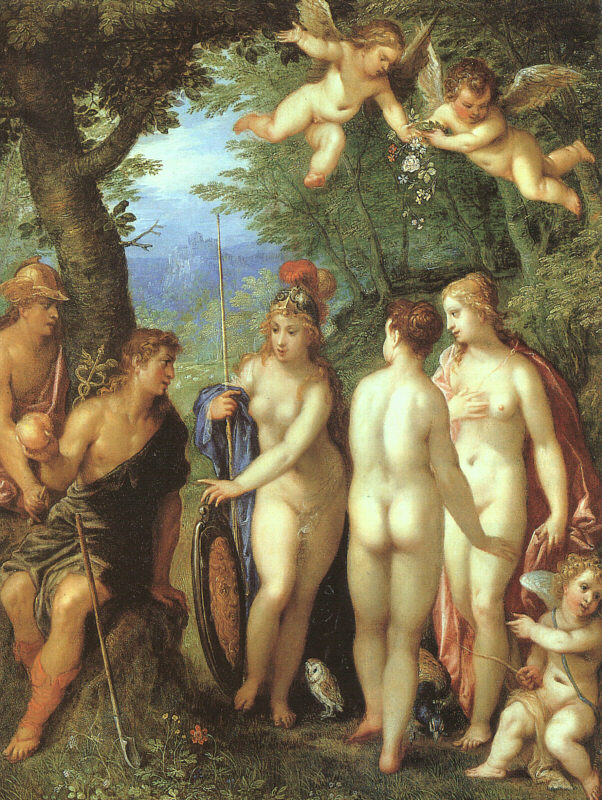
Hendrick van Balen (1599), Gemäldegalerie.
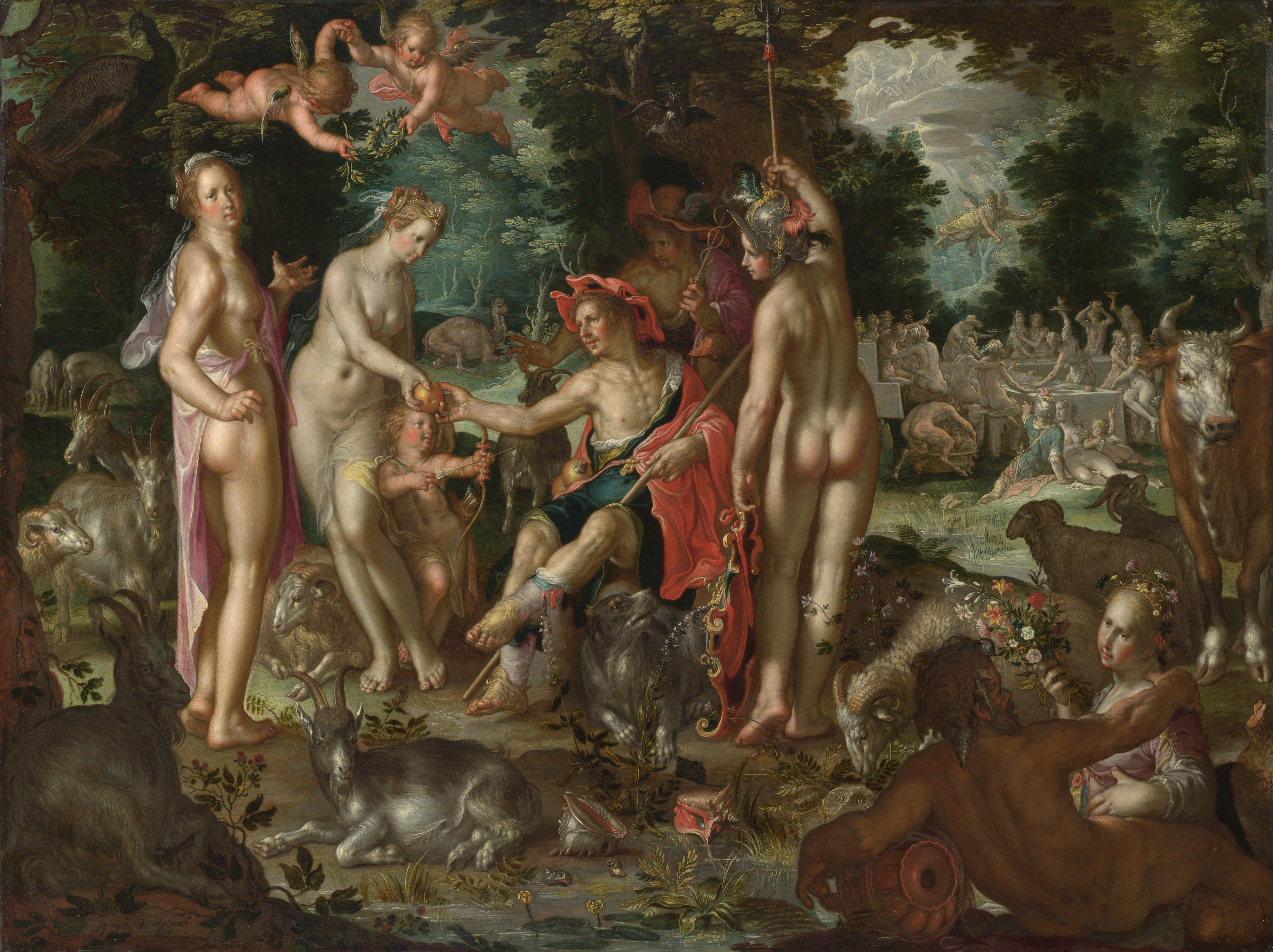
Joachim Wtewael (1615), National Gallery.
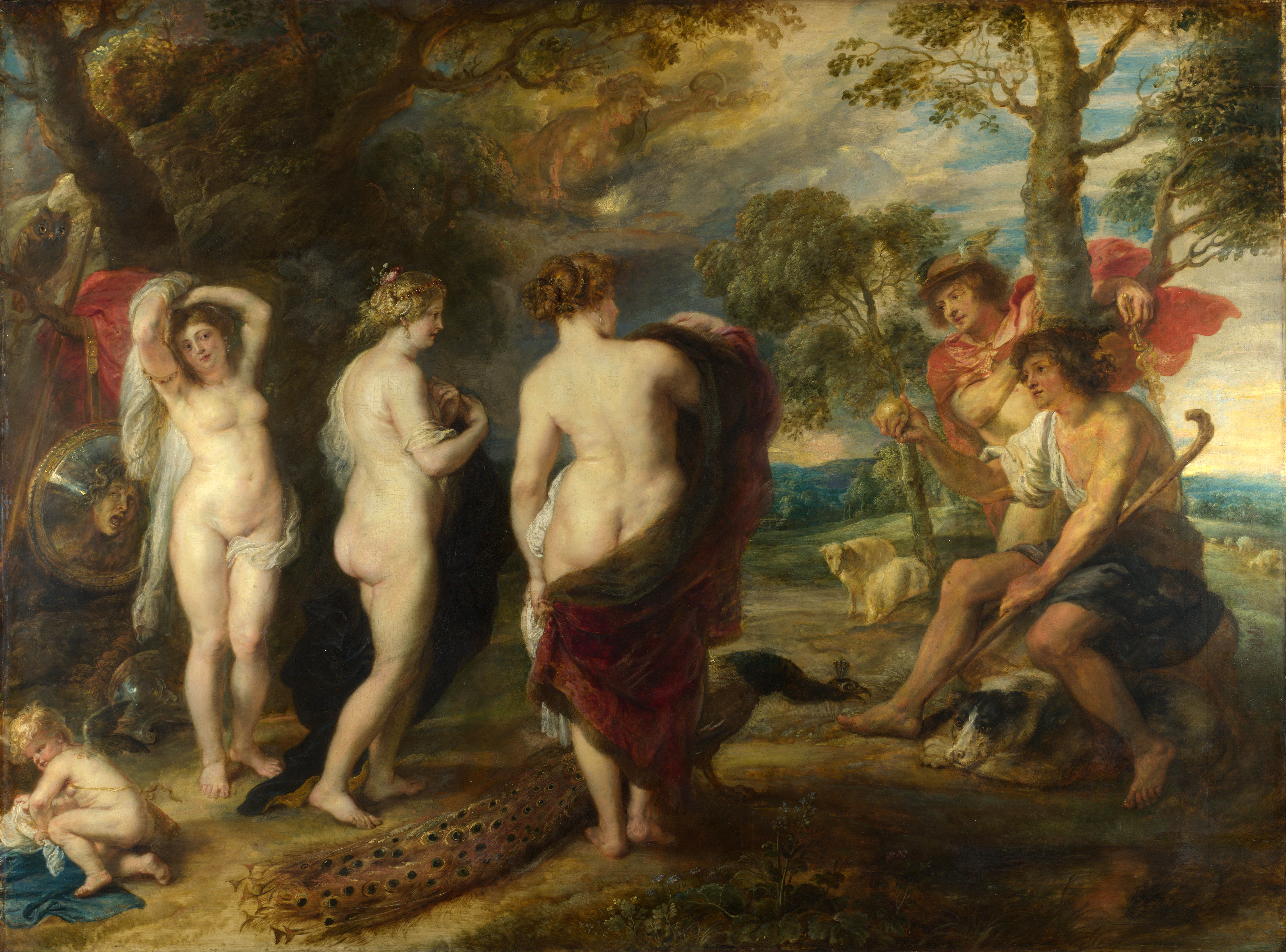
Paris dom av Peter Paul Rubens (cirka 1635), National Gallery.
Noël-Nicolas Coypel (1728), Nationalmuseum.
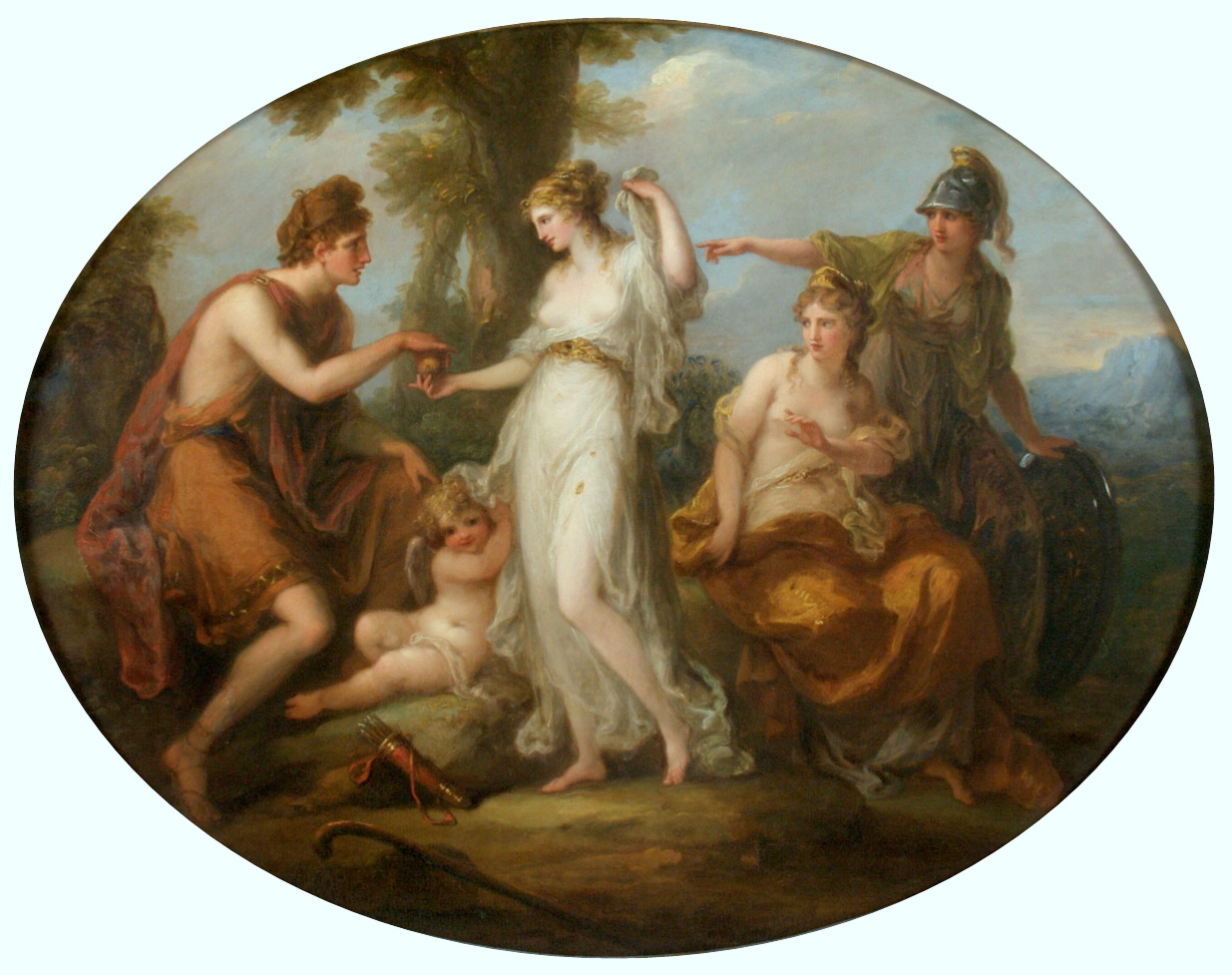
Angelika Kauffmann(1781), Museo de Arte de Ponce.
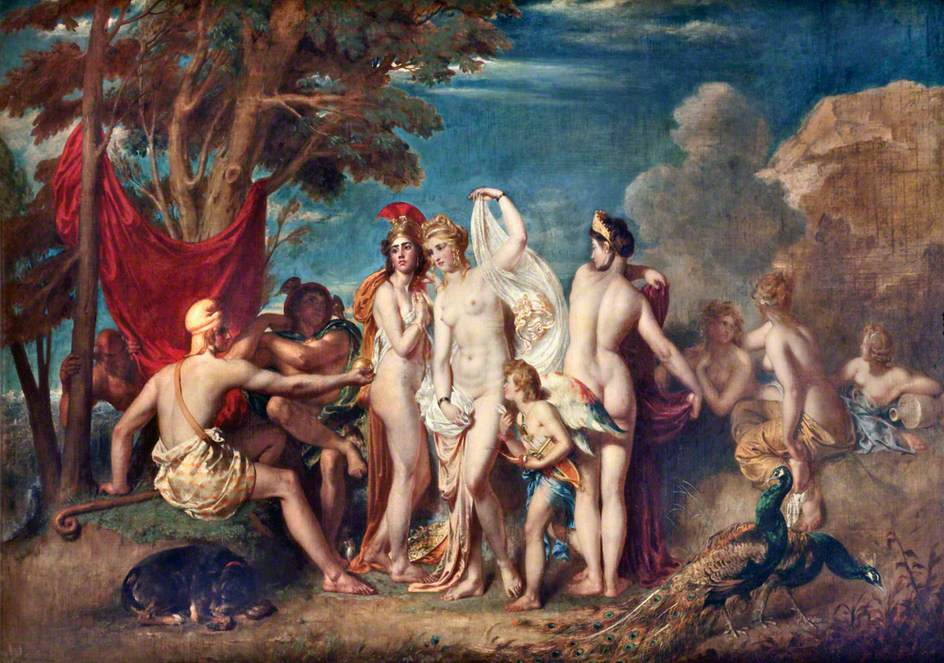
William Etty (1826), Lady Lever Art Gallery.
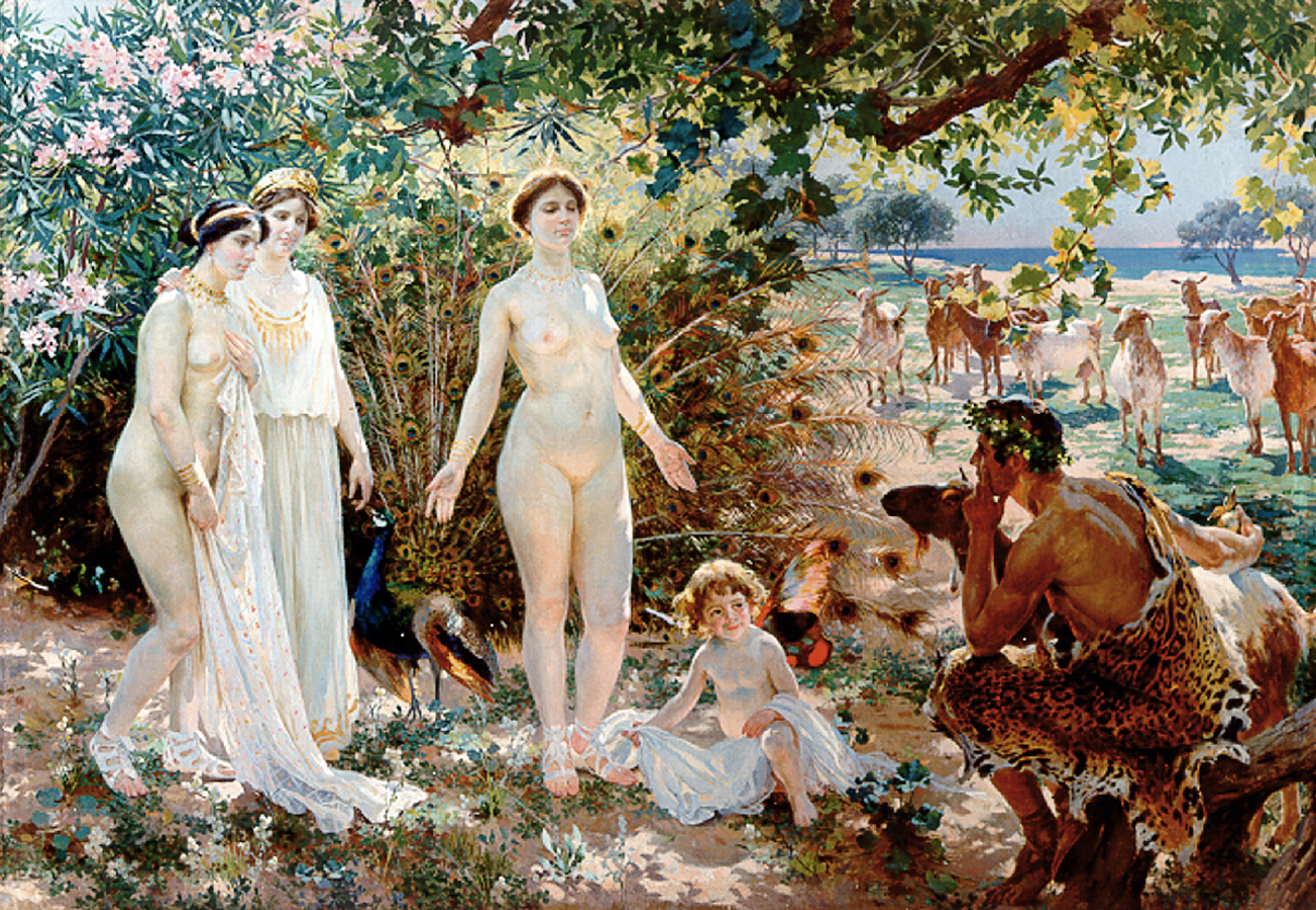
Enrique Simonet (1904), Museo de Málaga.